# Хоріс Логгин Андрійович

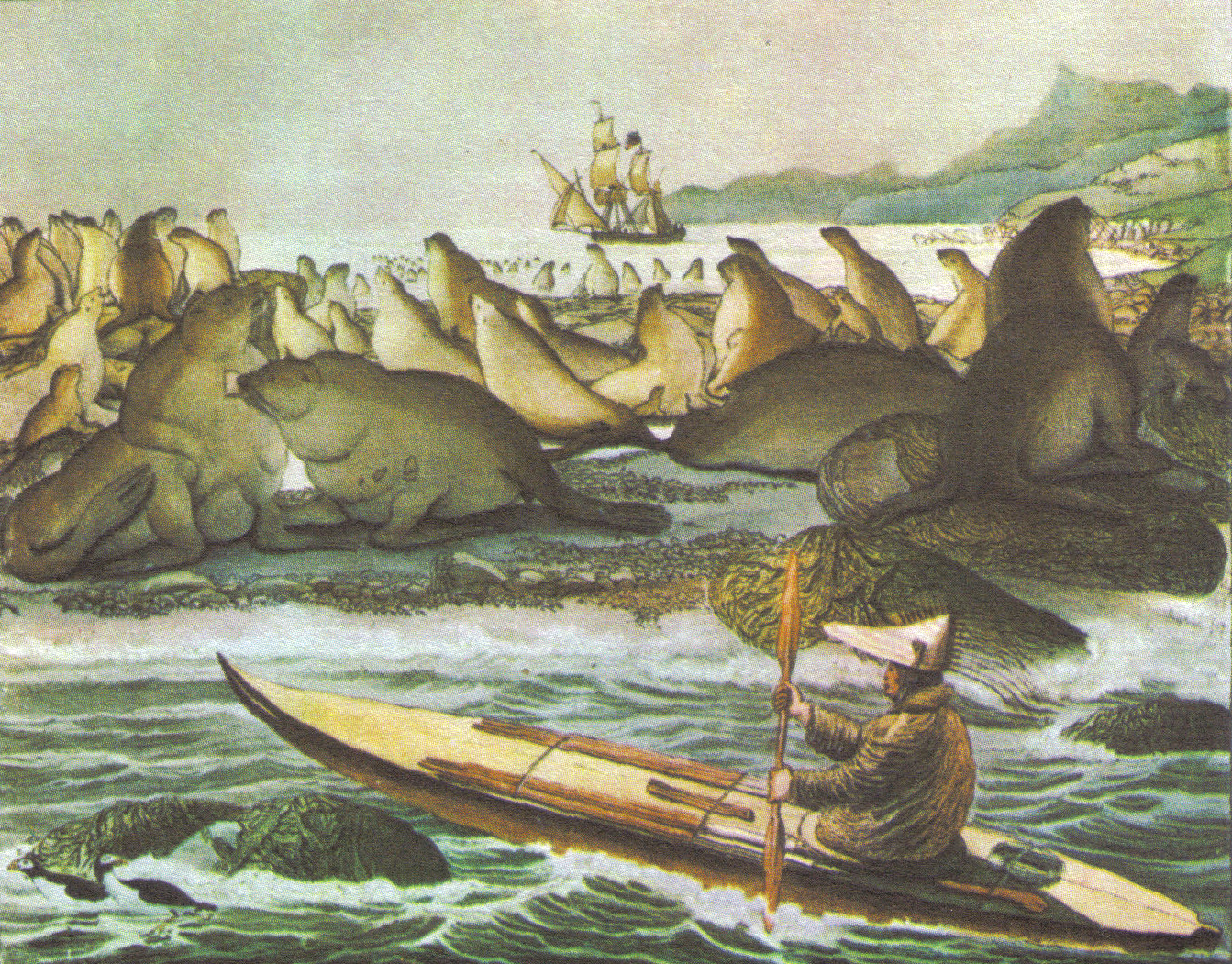
Корабель «Рюрик» кинув якір поблизу Острова святого Павла в Беринговому морі, щоб поповнити припаси для експедиції до Чукотського моря на північ. Написано Л. Хорисом в 1817.

Ло́ггин (Лю́двіг) Андрíйович Хо́рис (нім. Ludwig Choris; фр. Louis Choris; 22 березня 1795, Катеринослав (зараз Дніпро), Російська імперія — 22 березня 1828, поблизу Веракруса, Мексика) — художник і мандрівник з України, німецького походження.

## Біографічні відомості
Німець за походженням, навчався у Харківській гімназії. Батько художника був доцентом Харківського університету. Батьки Хориса померли, коли той був ще маленькою дитиною, і батьків колега за університетом Й. Матес, доцент з малювання, узяв хлопчика до себе на виховання. Переїжджаючи до Петербурга, Матес узяв Хориса разом з собою. У 1813 році брав участь як рисувальник в експедиції ботаника барона Ф. К. Біберштейна до Кавказьких гір. У 1814 році поступив до Імператорської академії мистецтв, але навчався там тільки впродовж одного року.
У 1815 (20 років) молодий митець одержав пропозицію стати художником морської експедиції Отто Коцебу до Північної Америки на кораблі «Рюрик» (під загальною командою І. Ф. Крузенштерна та Ю. Ф. Лисянського). Його іменем було названо частину американської суші — півострів Хориса в затоці Коцебу (мандрівники вирушили в дорогу з Кронштадта 30 липня 1815 року, пропливли повз Південну Америку й опинилися в Тихому океані. Зимували на Алясці. Влітку обстежили Берингову протоку й Алеутські острови. Восени були в Каліфорнії).
Художник не лише малював побачене, але й описав життя тутешніх жителів індіанців, зокрема Аляски.
Мандрівники побували на островах Тихого океану, у тому числі на Сандвічевих (Гавайських) островах (до речі, зроблені Л. Хорисом портрети гавайців та їхнього короля Камехамеха досі зберігаються в Академії мистецтв Гонолулу).
Повернувшись з мандрів, Л. Хорис відтворив побачене в художній серії кольорових літографій під назвою «Живописна подорож навколо світу» (1822). Це унікальне видання продавалось за попереднім замовленням. Серед бажаючих придбати його були російський цар, королі Франції та Пруссії.
Маючи значний успіх, художник не заспокоївся на досягнутому й вирішив продовжити своє навчання. У 1819 році він переїхав до Парижа, де звернув до себе увагу відомих природознавців та був обраний членом Паризького географічного товариства. Також навчався техніці літографії та історичному живопису у майстернях Франсуа Жерара та Жана-Батиста Реньо. У 1826 році разом із Ф. Жераром подорожує до Реймса, щоб зробити ескізи коронації Карла Х. Проте спрага нових відкриттів перемогла, й 1827 року Л. Хорис вирушив у нову подорож: тепер вже до Південної Америки. Як кореспондент паризького музею природознавства, він спочатку відвідав Антили та Новий Орлеан, а потім вирушив до Мексики, щоб збирати та малювати рослини. 19 березня 1828 року він висадився у мексиканському місті Веракрус, залучений рекомендованими листами, та вирушив у супроводі англійця Гендерсона вглиб країни. Тут сталася трагедія — 22 (21?) березня 1828 року Л. Хорис був вбитий бандитами по дорозі з Веракруса до Халапи в Мексиці. Гендерсон, якому вдалося втекти, зміг пізніше вказати місце у лісі, де вдалося відшукати тіло Хориса. Він був похований у селищі План-дель-Ріо у мексиканському штаті Веракрус.
Творчістю Л. Хориса були захоплені його сучасники, але ще більше зацікавлення нею виявляється нині. 2001 року в США з надзвичайним успіхом демонструвалися серії графічних картин Л. Хориса, присвячених Алясці й населенню островів Тихого океану (одна з перших робіт художника датується 1816 роком). Частина його картин нині друкується й користується великим попитом у глядачів.
На честь Л. Хориса було названо деякі види дерев з роду сейба, і хоча у 1998 році офіційну назву Chorisia було змінено на Ceiba, стара назва далі використовується поряд із новою.

## Галерея

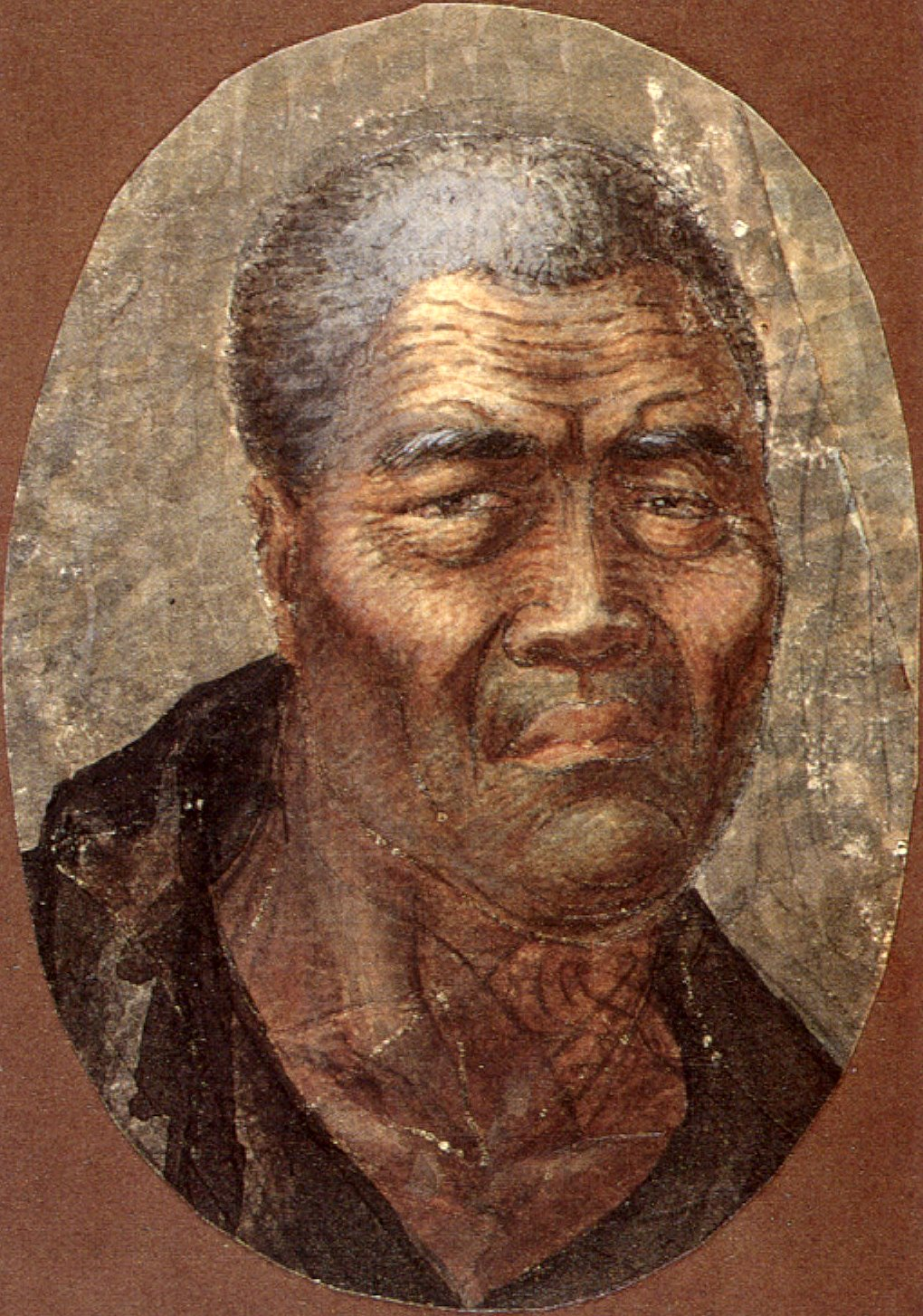
Камехамеха, король Сандвічевих островів, перо та акварель Л. Хориса, 1816, Музей мистецтв Гонолулу
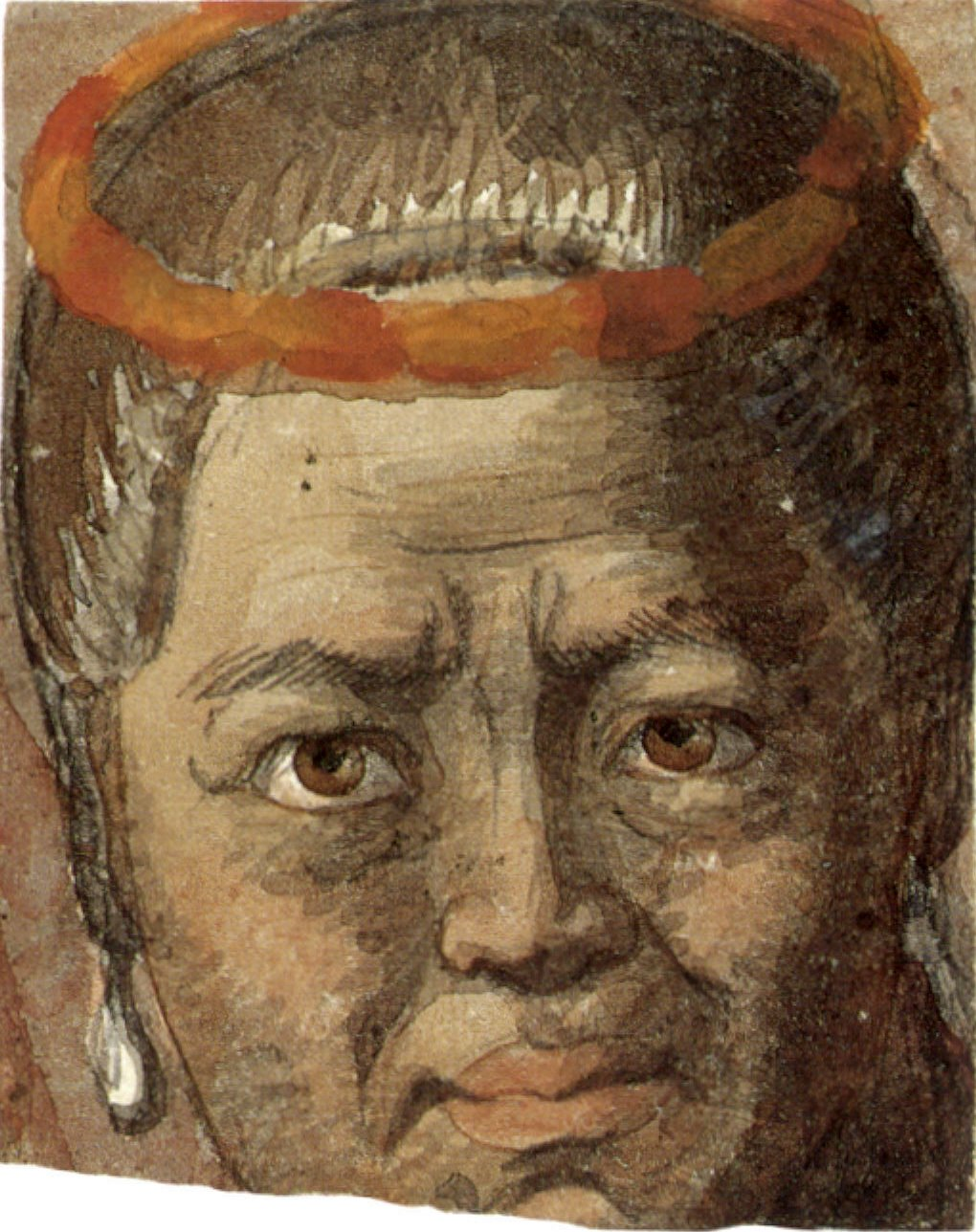
Каахуману, Королева Сандвічевих островів, перо, розмита туш та акварель Л. Хориса, 1816, Музей мистецтв Гонолулу
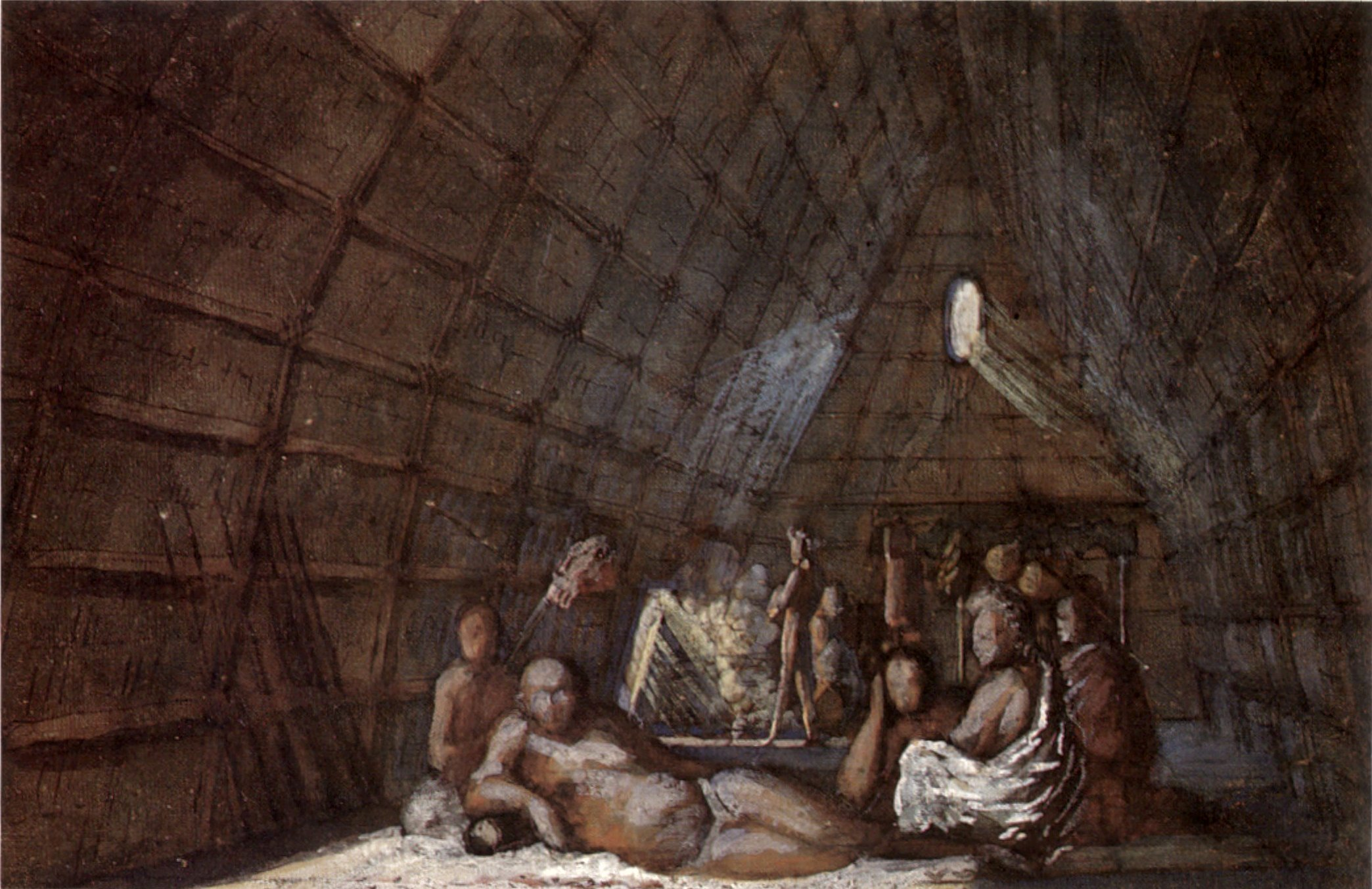
Інтер'єр будинку голови Сандвічевих островів, перо, акварель та гуаш Л. Хориса, 1816, Музей мистецтв Гонолулу
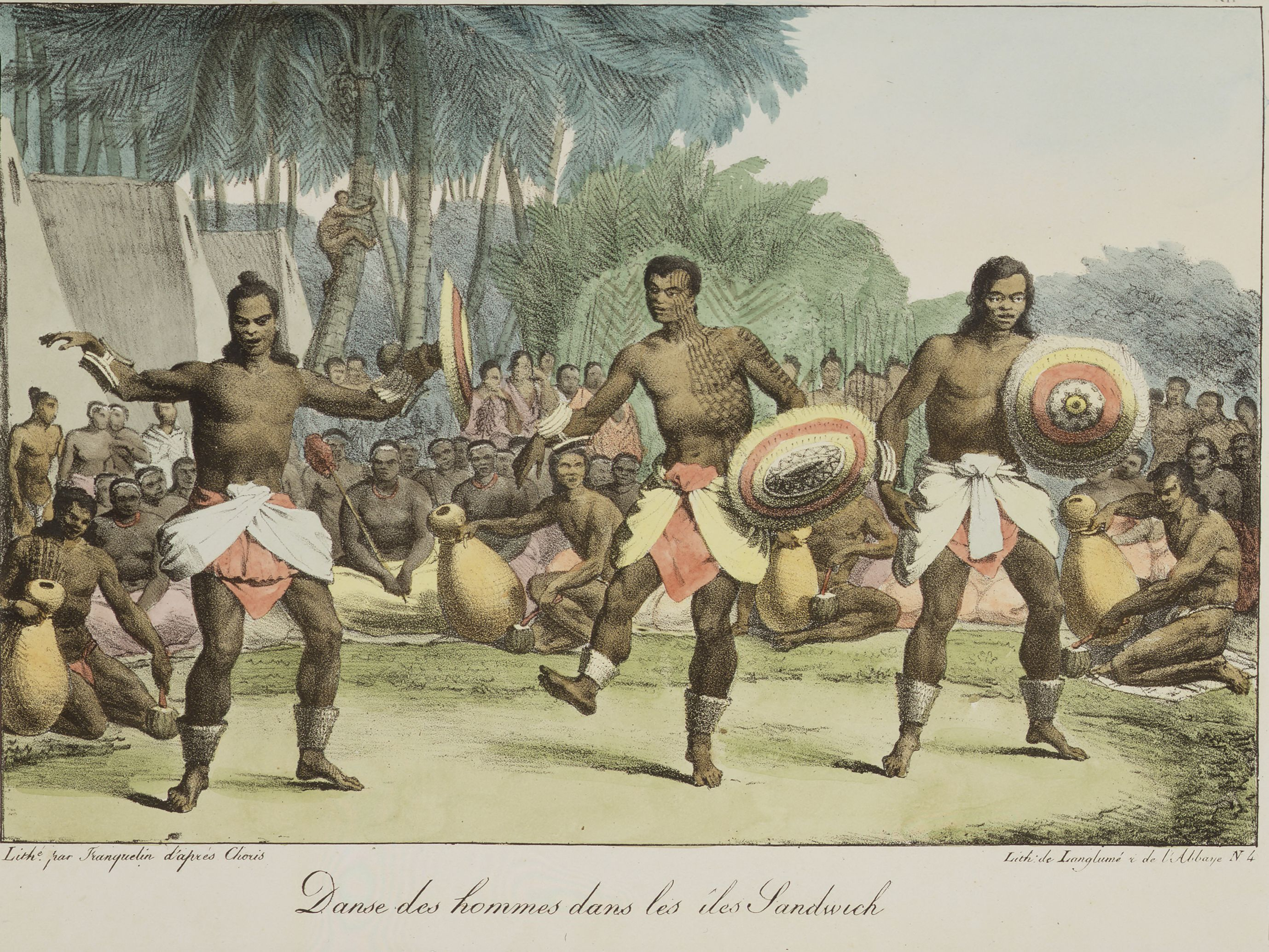
Чоловічий танок на Сандвічевих островах, автор Л. Хорис, 1816, публікація 1822, Національна бібліотека Нової Зеландії
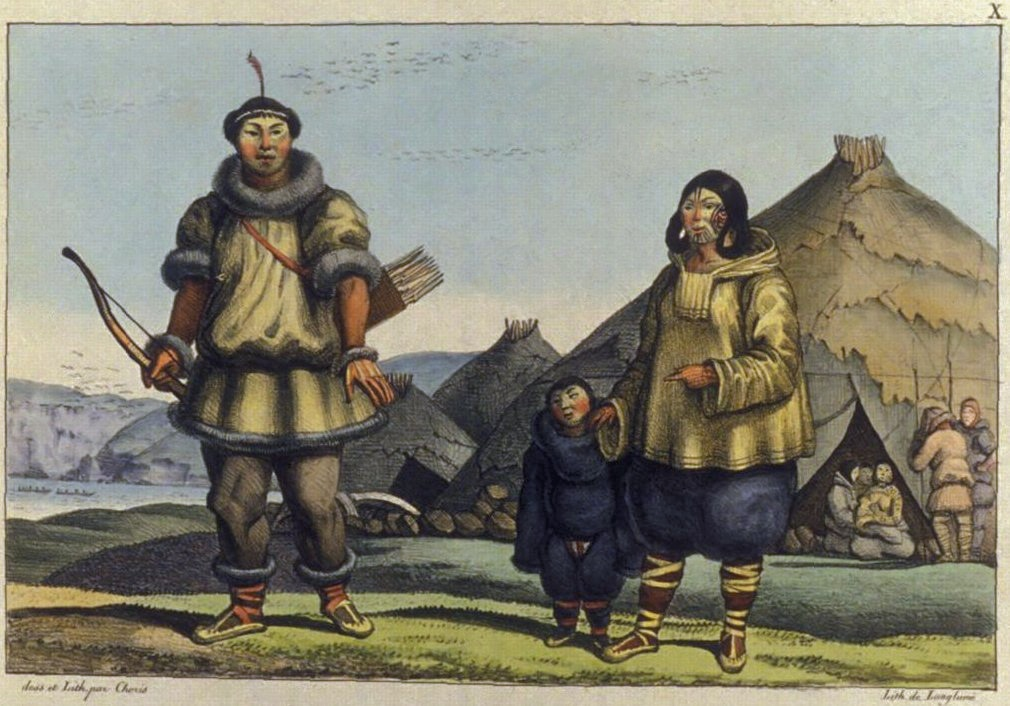
Л. Хорис, мініатюра Чукчі
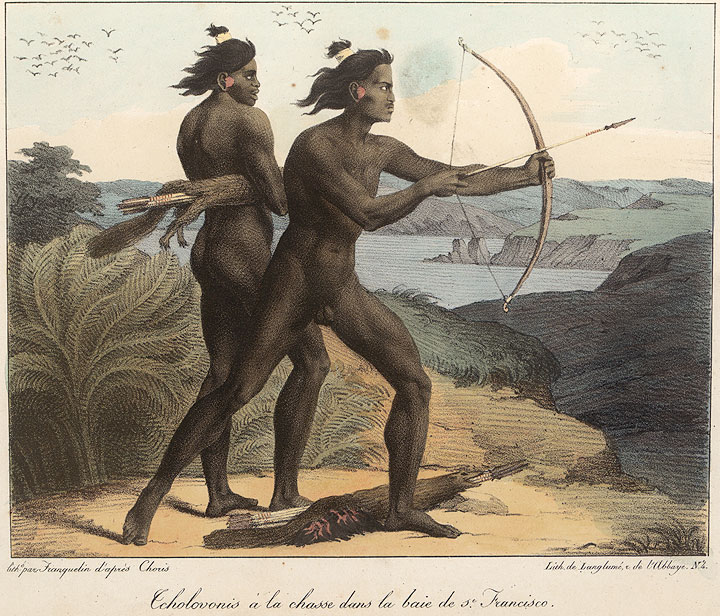
Л. Хорис, мініатюра Індіанці у Бухті Сан-Франциско